# 4chan
4chan是於2003年推出的一個仿雙葉頻道（2chan）風格、以ACG相關討論為主題的美國貼圖討論版網站，原为分享圖片和討論日本動漫文化而建，現亦與英文互聯網的次文化和运动相關，許多英文網路流行物也源由於此。此網站是匿名者和玩家門網絡行動的起源，使用者也曾引起各種著名網絡攻擊事件，該網站用户大部分以匿名身份發文，其机制與具爭議的文化也引起了美國與他國媒體的關注。

## 歷史

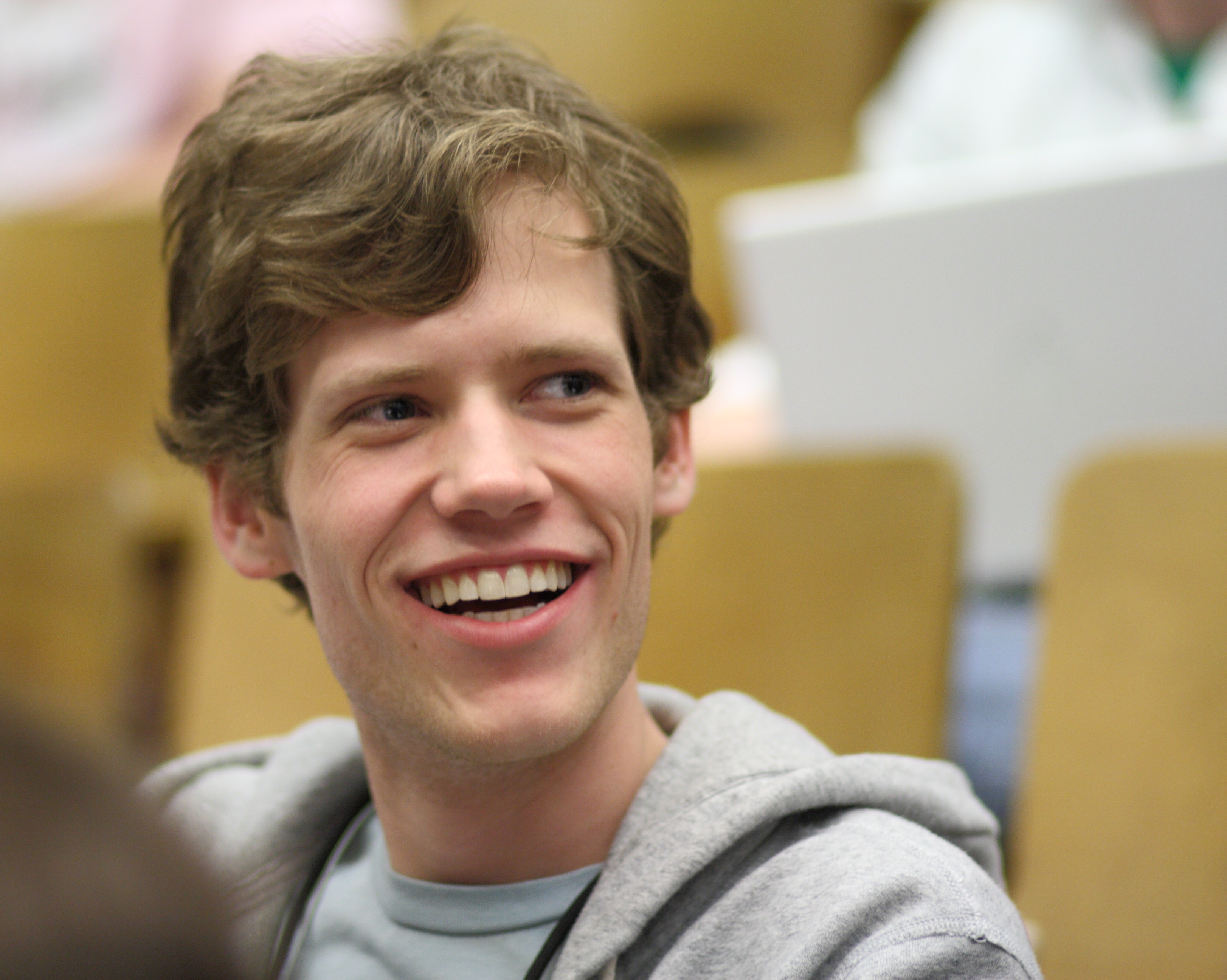
克里斯托弗·普尔

4chan在2003年由来自紐約的克里斯托弗·普尔（網名 “moot”）創建，其創立時的目標就是建立一個仿造美國版本的2chan，以作为貼圖討論日本动漫、同人、御宅族文化的站点。克里斯托弗·普尔原本使用2chan下載二次元圖片的時候發現匿名發布机制非常有趣，便萌生出了創建一個類似英文網站的想法。他在得到該網站的源代码之後使用AltaVista的Babelfish平台的線上翻譯软件将源代码内的日文原文全部翻譯成英文。
創建時，4chan的貼圖討論版包括日本動漫版、隨機版、H圖片版、可愛二次元圖片版和Yaoi版，而隨著時間的推移，4chan的版块也有所增加，新增的版块包括體育、科技、照相、音樂、电子游戏、旅遊、健身、政治、武器、科學与數學、Cosplay、料理与電影等等。现今網站上的版块有六大分類：日本文化、愛好、創意、成人（18禁）、其他和雜項（18禁），其中访问流量最大的版面從多到少排序依次为/b/ （Random，隨機版）、/v/ （Video games，电子游戏版）、/a/ （Anime and Manga，日本動漫版）和 /s/ （十八禁版）；據《洛杉磯時報》报道，4chan是网上流量最高的网站之一，其Alexa排名常保持在700左右，但有时候也能排到第56名。跟大部分的網路論壇不一樣的是，为了方便用户匿名發文，4chan并沒有註冊功能。用戶也可以使用自订的名字，並以tripcode标识自己的身分。匿名用户發文的時候，用戶的名字會顯示成「Anonymous」（無名者），而大部分用户都会保持匿名，因而在4chan上的一般理解中，「Anonymous」所指的不是特定的某個人，而是一個用戶群體。管理員一般情況下也不使用名字，而是也使用「Anonymous」發文。同样的，管理員可以用capcode認證自己，但是平时這種認證并无必要。在2011年NICONICO動畫上的採訪中，克里斯托弗·普尔曾說在4chan大概有20個志願管理員，每個版上亦有「janitor」（清潔工），专门负责刪除违反規則的訊息和圖片。
4chan有时也会遭受有针对性的分散式阻斷服務攻擊。如在2010年12月28日的攻击中，整個4chan網站被迫下線，而在这次事件中，克里斯托弗·普尔在博客中寫到「現在我們跟MasterCard，Visa和PayPal等等同一等级了——（就是）一個專屬俱樂部！」
在2008年8月间，為把最大帶寬吞吐量從100Mbps增加到1Gbps，克里斯托弗·普尔把4chan的伺服器從得克薩斯州運到加州。2010年，4chan開始使用reCAPTCHA以防止来自JavaScript病毒的垃圾發文，而後在2011年11月4chan的伺服器開始用CloudFlare聯網軟件来避免再度遭受分散式阻斷服務攻擊。2012年5月，為提高客户端性能，所有的4chan貼圖版都以HTML5/CSS3重构，並於8月時发帖总数突破10亿。2012年9月5日，4chan网站开始提供所有貼圖版的JSON API。2014年4月起，4chan開始支持上載WebM格式的視訊檔，讓用戶分享3MB以下的短片。
克里斯托弗·普尔在2015年1月21日從管理員職位辭職，並在同年9月21日宣布把4chan賣給西村博之，但當時沒公開網站買賣價格。

### 克里斯托弗·普尔
剛開始克里斯托弗·普尔一直把自己的真实世界身份保密，只使用網名作标识，直到在2008年7月9日《華爾街日報》才透露真名。同日，《時代雜誌》發表了一篇記者採訪，把克里斯托弗·普尔描述为在網上內容協作的演變中的「一個重要人物」，但在當時《華盛頓郵報》一篇文章则称“一切（只是）一场大骗局，一个意图引人注目的报道。这只是你们想从4chan的创建者得到的（说法）而已。”（all a big hoax, a 'gotcha.' It would be just what you'd expect from the creator of 4chan.），暗示「克里斯托弗·普尔」的身份也有可能是伪造的。在2009年3月，克里斯托弗·普尔入圍時代百大人物。
在接受《華爾街日報》和《時代雜誌》採訪之前，克里斯托弗·普尔一直刻意把自己的真实身份跟4chan相隔离，在《時代雜誌》採訪中，他也表示「我本人的私生活与我在網上的活动泾渭分明⋯⋯就如中間有堵防火牆般。」克里斯托弗·普尔當時也在耶魯大學和麻省理工學院的會議上發過言，其中2008年一篇《觀察家報》的文章里描述：「他是你們根本沒有聽說過的最有影響的網絡實業家」。
在2009年2月，《華盛頓郵報》报道称克里斯托弗·普尔在弗吉尼亞聯邦大學里上了几学期后就退學了，并在退学后一直与母親同住，欠下了2萬美元的運行費用債務以琢磨4chan。
在2009年4月《時代雜誌》主持的網上選舉中，克里斯托弗·普尔當選为2009年時代百大人物第一名。不过，主办者很快發現選舉中有惡搞行为，即4chan用戶用自動投票軟件把克里斯托弗·普尔推到了第一名。除此之外，前21名的第一字母还可以组合成一句話：「MARBLECAKE. ALSO, THE GAME」，这正是4chan上两句流行語的组合。
2009年9月12日，克里斯托弗·普尔在奧地利維也納的Paraflows座談會發表了關於為什麼4chan能產生很多網路潮流的演讲，并在演讲中將此歸功於4chan的無名發表系統。2010年2月10日，克里斯托弗·普尔在加利福尼亞州長灘參加了TED2010會議并发表演说，他在演讲中提到了现今保有固定的网络身份与在Facebook和Twitter等站点上分享自己的个人信息的风潮，并阐述了匿名發言對维护互聯網隱私和言論自由的重要性。巴西的《聖保羅州報》報導称：「克里斯托弗·普尔参与TED2010會議的事件表明非同尋常的情况的發生⋯⋯4chan的规则跟所有的網絡公約相反：它处于谷歌、社交網站和博客的對立面。」
2010年4月，克里斯托弗·普尔在美国诉大卫·科勒尔案審判中作為政府證人提供证词。作為證人，克里斯托弗·普尔向檢察官解釋了4chan上所使用的術語，包括「OP」（楼主，也即「Original Poster/原发文者」的缩写）和「lurker」（中文称作潜水员），也向法院解釋他給美國聯邦調查局的數據包括哪些內容，以及怎麼用這些資料確定網站用戶的身份。

## 分版

### /a/
/a/版（Anime and Manga，日本動畫與漫畫）是4chan上專門討論日本動漫文化的貼圖版。/a/的版民常討論的內容有目前正播的日本動畫、美少女塑料模型、共享漫畫圖片。/a/版是全4chan上最老的討論區。在英文世界裡的動畫圈中，/a/版是非常有影響力的——版上偶爾出現過各樣的輕小說作家來訪問。

### /b/
/b/版（Random，隨機版）是4chan上最流行的貼圖版，占据全網站30%的流量。網站推出時，/b/版是4chan第一个創建的貼圖版，原始目标就是仿照2chan的「二次元裏」版設計版块。/b/版有一個「no rules」（沒有規則）的方針：除了違法內容以外（如兒童色情物品和發垃圾郵件），什麼都可以貼。 「no rules」方針所针对的也包括管理員的管理行为，也即使用者亦可以在任何时候以任何理由——甚至沒理由——被封禁。在一次《紐約時報》的采访中，克里斯托弗·普尔表示在/b/版中：「版民的力量在於：以自己的標準来決定」，管理員只是担当平台提供者而已。
/b/版的特點是錯綜複雜的內部笑話和黑色喜劇。/b/版的用戶自称「/b/tards」（/b/精神病人），这是外來人往往難以理解的一種很特別的幽默感；而用戶亦常把其他用戶叫成「fags」（同性戀的傢伙），因而外來人容易把他們看成白目。《纽约观察家》周刊把/b/的用戶描述为「不成熟的惡作劇者，而網站的匿名與无存檔机制也鼓励了他们的不良行為」。Gawker的尼克·道格拉斯甚至写道「看/b/會把你的大腦給融化掉……（/b/是）互联網的屁眼」（reading /b/ will melt your brain... the asshole of the Internets）《連線》雜誌则以「臭名昭著」（「notorious」）相称。

### /v/
/v/版（Video Games，电子游戏）是討論電腦與电子游戏的貼圖版。/v/上的管理員經常鬆懈，因此版民常常討論無關的話題，一個由此衍生出的很常見的/v/版玩笑是「/v/ never talks about video games（/v/版从不討論電子遊戲）」。由于很多人因在/v/上帖關於口袋妖怪系列的信息而被其他版民騷擾，克里斯托弗·普尔在2010年新創建了專門討論口袋妖怪的/vp/版，並於2012年將/v/版分割出一般討論相关遊戲系列专用的/vg/版。
4chan許多的有名事件或網絡爆紅是從/v/開始的。GamerGate事件剛開始在/v/啟動，可是由於一些關於管理員的爭議，大部分支持GamerGate的用戶為了繼續活動移到8chan。從2011年開始，/vp/版開始製造一個滑稽模仿版本神奇寶貝遊戲，叫做「Pokémon Sage」（神奇寶貝 下げ版）。

### /jp/

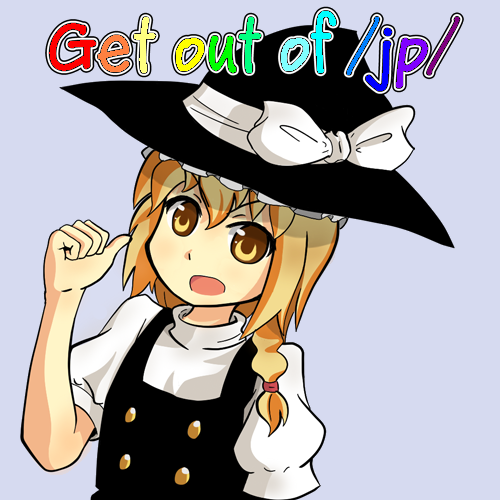
霧雨魔理沙叫外來用户「滾出/jp/」。這圖片常被轉貼于/jp/。

/jp/版（Otaku Culture，日本御宅族文化）是討論御宅族相关話題的貼圖版。在2008年前，有些人在/a/版常常贴關於東方Project，視覺小說和同人遊戲的内容，由于這些話題跟動畫漫畫無關，大部分的/a/版民对此也有所抱怨。有鉴于此，克里斯托弗·普尔把/a/版分成兩半：/a/版專門討論動漫，/jp/討論其他话题，并以「Japan/General」（日本／一般性讨论）为版名，但后来/jp/版民又抱怨經常有外來人贴無關的日本社會內容，再將版名改成「Otaku Culture」。 /jp/版的话题有輕小說、視覺小說、美少女遊戲、日本成人遊戲、同人文化、東方Project、VOCALOID、同人遊戲、同人音樂、同人誌、美少女人形、NEET生活、隱蔽青年問題等等。
4chan上眾所周知/jp/版民經常對版外人有敵意。/jp/版民为自己有一個較小的網絡社區而自豪，因此如果有外來人发主题，版上的標準回應就是「get out of /jp/」（滾出/jp/）。/jp/的社區也发起过很多4chan以外的項目，如各种IRC頻道及/jp/版讨论檔案。

### /pol/

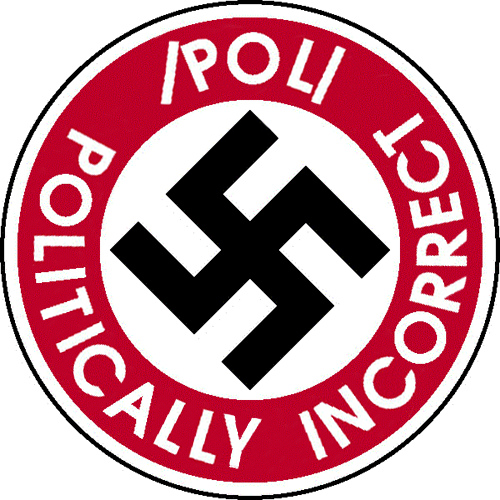
/pol/版的標識。上书：政治不正确

/pol/版（Politics，政治）是討論政治與新聞的貼圖版。剛開始這版本來在/n/，名为「News」（新聞版），但因版上大部分討論与種族歧視有關，结果全版被克里斯托弗·普尔刪除。在收到大量的骚扰郵件之後于/new/重建新聞版，并特地声明說若/new/再度成為一個種族歧視發言版，他會再度刪版，结果因此/new/版在2011年1月又被刪除。可是在2011年8月21日，moot向当时的/new/版民道歉：他谈到他曾批評过标榜言论自由的Encyclopedia Dramatica一站的創建者，指其毫无预警就關閉網站的行为忽视社群并妨碍了言论自由，但这次却發現自己在/new/的事情上也犯了同樣的錯誤——之後，moot于/pol/重建新闻版。
許多的/pol/版民與當年的/new/版民有共同的特徵，其倾向包括種族主義，種族歧視，反非洲人主義，反猶太主義，否認納粹大屠殺，美國民族主義等等，因而/pol/版的許多話題与美國黑人犯罪率與猶太陰謀相关。雖然/pol/版民的政見繁雜，但总体来说右翼政治内容数量多，克里斯托弗·普尔也曾將/new/跟一個白人優越主義的網站——「风暴前线」相提並論。
各种西方媒体，例如《華盛頓郵報》曾經把/pol/形容成一個種族歧視或性別歧視的討論區，而且也包含新納粹主義的情緒。南方贫困法律中心認為各種白人優越主義網站經常仿真/pol/版的特制談話風格——其中的《每日風暴》也承認這一點。2012年特雷沃恩·馬丁命案時，一些黑客把特雷沃恩的社會媒體帳戶信息在/pol/上公開。版民也曾經引起過各種反阿拉伯，反女權和反跨性別的Twitter運動。

### 其他
| 版块   | 全名                                  | 簡介 |
| ------ | ------------------------------------- | --- |
| /c/    | Anime/Cute                            | 可愛二次元圖片版 |
| /d/    | Hentai/Alternative                    | 非主流H圖片版。圖片內容有觸手攻擊與扶他那裡等等。 18禁。 |
| /e/    | Ecchi                                 | エッチ圖片版。圖片有黃色內容，但無性交。 18禁。 |
| /f/    | Flash                                 | Adobe Flash版 |
| /g/    | Technology                            | 科技版，討論電腦电器的貼圖版。 |
| /gif/  | Adult GIF                             | 成人動畫GIF圖片版。18禁。 |
| /h/    | Hentai                                | H圖片版。 18禁。 |
| /hr/   | High Resolution                       | 高清晰度圖像版 |
| /k/    | Weapons                               | 討論武器與軍事的貼圖版。 |
| /m/    | Mecha                                 | 機甲動漫版 |
| /o/    | Automobiles                           | 汽車版 |
| /p/    | Photography                           | 照相版 |
| /r/    | Request                               | 請求版。請求內容包括圖片和下載链接。 |
| /s/    | Sexy Beautiful Women                  | 无露骨内容的女性图片版。 18禁。 |
| /t/    | Torrents                              | BT版 |
| /u/    | Yuri                                  | 百合圖片版。 18禁。 |
| /vg/   | Video Game Generals                   | 电子游戏（一般性討論）版 |
| /vr/   | Retro Games                           | 复古电子游戏版 |
| /w/    | Wallpapers                            | 桌面壁紙版 |
| /wg/   | Wallpapers/General                    | 桌面壁紙（非日本動漫）版 |
| /i/    | Oekaki                                | 網上描繪版 |
| /ic/   | Artwork/Critique                      | 藝術品批判版 |
| /r9k/  | ROBOT9001                             | “機器人九千一版”。這個貼圖版有使用xkcd的ROBOT9001程序腳本。版上什麼內容都可以貼，可是必須是原始內容。如果腳本發現用戶提交的内容複製自他人文章，则會拒絕发送。 |
| /s4s/  | Shit 4chan Says                       | “4chan废文版”。一个留废文的玩笑版。名称来自Reddit的“Shit Reddit Says”讨论区。                                                                                 |
| /cm/   | Cute/Male                             | 可愛二次元男孩圖片版 |
| /hm/   | Handsome Men                          | 男人圖片版。 18禁。 |
| /lgbt/ | Lesbian, Gay, Bisexual, & Transgender | 女同性恋，男同性恋，双性恋与变性版 |
| /y/    | Yaoi                                  | Yaoi版 |
| /3/    | 3DCG                                  | 三維計算機圖形版 |
| /adv/  | Advice                                | 求建议版 |
| /an/   | Animals & Nature                      | 動物與自然界版 |
| /asp/  | Alternative Sports                    | 另类体育活动版 |
| /biz/  | Business & Finance                    | 商業與金融版 |
| /cgl/  | Cosplay & EGL                         | Cosplay版 |
| /ck/   | Food & Cooking                        | 食物與料理版 |
| /co/   | Comics & Cartoons                     | 美國漫畫與動畫片（卡通）版 |
| /diy/  | Do－It－Yourself                      | 自作創意項目版 |
| /fa/   | Fashion                               | 時尚版 |
| /fit/  | Health & Fitness                      | 健康健身版 |
| /gd/   | Graphic Design                        | 平面设计版 |
| /hc/   | Hardcore                              | 發有滲透性交的黃片版。 18禁。 |
| /int/  | International                         | 國際版，世界文化交流的貼圖版。在/int/上每人發的內容都顯示用戶IP地址的國旗，為了確認所有用戶的來源。                                                           |
| /lit/  | Literature                            | 文學版 |
| /mlp/  | Pony                                  | 彩虹小馬：友情就是魔法版 |
| /mu/   | Music                                 | 音樂版 |
| /n/    | Transportation                        | 運輸版。內容包括火車與飛機。 |
| /out/  | Outdoors                              | 户外世界版 |
| /po/   | Papercraft & Origami                  | 摺紙版 |
| /sci/  | Science & Math                        | 科學與數學版 |
| /soc/  | Social                                | 社交版 |
| /sp/   | Sport                                 | 體育版 |
| /tg/   | Traditional Games                     | 棋盤遊戲版 |
| /toy/  | Toys                                  | 玩具版 |
| /trv/  | Travel                                | 旅遊版 |
| /tv/   | Television & Film                     | 電視劇與電影版 |
| /vp/   | Pokémon                               | 口袋妖怪系列版 |
| /wsg/  | Worksafe GIF                          | 動畫GIF圖片（非成人内容）版 |
| /x/    | Paranormal                            | 超常現象版 |
| /rs/   | Rapidshares                           | 下載連線版 |

已被刪除的貼圖版包括：
- /g/ （舊） － Guro：獵奇版。2004年11月因為法律問題被刪除。[76]
- /l/ － Lolikon：蘿莉控版。[77]2003年11月被克里斯托弗·普尔創建，2004年10月因法律問題被刪除。[78]
- /q/ － 4chan Discussion：網站事務討論版。2012年8月建起，2013年9月被刪除。[79]
- /z/ － 一個沒有意義的秘密白目玩笑版。[80]

## 互聯網爆紅
- ：瑞克搖擺的来源是4chan的/v/版，出现于2007年5月。[81]惡搞者将歌手理查德·艾斯利唱的1987年歌曲《Never Gonna Give You Up》（永远不会放弃你）的音樂視頻链接贴在版面上，并谎称此视频与主题有关，结果受害者点击该連結后会到達錯的視頻。[45]2008年之后，这网络潮流在许多其他网站也流行起来，[82]结果得到主流媒體關注。[83]《洛杉磯時報》有報告這個網路爆紅现象，在採訪理查德·艾斯利的時候，他說他認為這種玩笑「又奇怪，又可笑」。[2][84]
- 巧克力雨：一個YouTube音樂視頻在/b/版貼上之後在全網上便流行。大量的/b/用户不断提升泰·桑迪的歌《Chocolate Rain》（巧克力雨）在YouTube上的排名。視頻中的一句（我喘氣的時候离麥克風遠一點）成為一個網絡流行語。[85][86][87]
- Pedo熊：/b/版用戶創造的戀童癖吉祥物。原來的外形來自一個2chAA繪圖人物，它的基本模樣被改裝之後成為了一個新人物。[88]
- 波蘭球：來自美國4chan和德國Krautchan兩不同網站的/int/版，用來擬人化全球各種國家。[89]
- 暴走漫畫：2007年起源於4chan，在Reddit上變流行，然後發展到許多其他網站。[90]
- Nice boat：关于日本动画《School Days》的最終回因为2007年9月的京田邊警官殺害事件停播[91]，一个用户在/a/版写了一句「Nice boat」（好船）嘲笑电视台代替播放的風景節目，此后这句话在各个日本网站成为爆紅流行語。[92][93]
- SCP基金会︰一個有關於超常現象的虛构作品集。第一篇真正意義上SCP基金會的文章在/x/版發佈，該文章啟發了更多SCP文章的出現，其後SCP愛好者建立了一個獨立的wiki來處理有關於SCP基金會的事項。[94]

## 爭議與媒體關注

### 網絡攻擊
據《華盛頓郵報》称，「在互聯網歷史中，4chan的用户幹了最引人注目的集體行動」。
4chan用户“襲擊”了哈尔·特纳——一個秉持白人民族主義并否認納粹大屠殺的博客作者，他的網站遭遇DDoS攻擊，主持的廣播節目也經常受到惡作劇電話干扰。为此特纳起訴4chan和一些其他網站，但是沒成功。
在2007年7月26日，美國KTTV Fox 11電視台廣播了一個關於Anonymous的報告，称之为「用了合成代謝類固醇的黑客」（hackers on steroids），「國內恐怖分子」（domestic terrorists）和「互聯網仇恨机器」（Internet hate machine）。
2008年，莎拉·佩林的私人Yahoo電子郵箱帳號密码被一個4chan /b/版用戶破解，并被贴在/b/上。之後，另一個/b/用戶把密碼改變了，然後發了截圖，證明他使用佩林的email帳號发送邮件給佩林的朋友，告訴他佩林的帳號被破解，而這個用戶没有把密碼從截圖去掉，结果之後许多/b/用戶使用新密碼嘗試登錄，然而帳號却已自動被Yahoo系統封锁了。事件发生後，美國FBI和特勤局对此展开調查。此即美国诉大卫·科勒尔案。
2008年10月，CNN的iReport網站发布了一条史蒂夫·喬布斯心臟病發作的假消息，结果导致蘋果公司股票急剧下滑，而情報起源追踪的結果表明这一消息源于4chan。
2010年9月，一些4chan匿名用户对美国电影协会与美國唱片業協會进行了一次大范围的分散式阻斷服務攻擊，以报复一些电影业公司对海盜灣网站的网络攻击行为。
2012年8月31日，由於被一些4chan用戶在Twitter上以發他們自己的陰莖照片的方式騷擾，日本聲優喜多村英梨宣布停用Twitter帳號。事件的起因是動畫心連·情結的導演山中隆弘在該動畫的先行上映會上的一次惡作劇——這次惡作劇中男聲優市來光弘受到羞辱。而在發現喜多村英梨和山中隆弘兩人之間有浪漫關係後，為市來光弘感到不平的4chan用戶為了報仇便開始鼓動所有人在她的Twitter上發陰莖照片。
2014年8月，一些互聯網用戶揭露了遊戲媒體中的腐敗醜聞事件，要點關於女性遊戲開發商佐伊·奎因和遊戲記者通姦的指控。根據指控，佐伊和某些電子遊戲新聞網站的記者進行性交，目的為得到好評價的文章，因此引起利益衝突問題。經過進一步調查，互聯網用戶發現她跟各種遊戲開發商也為了特別的優惠進行性交，其中包括她的雇主（一位已婚男士）。關於這事件佐伊表示她認為4chan的/v/版在針對她因為她是女權主義者，受到過大量來自4chan用戶的騷擾和仇恨言論在網絡上，也表示這事件是一種厭惡女人的網絡攻擊。某些網絡媒體用「GamerGate」（遊戲玩家門）描述此次遊戲產業醜聞事件。
同月，電子遊戲獨立開發者菲爾·費舍聲稱他受到4chan /v/用戶的黑客攻擊，並且他本人大量的私人和公司敏感信息被透露。不過，客觀證據和他所講的故事有矛盾，黑客的真實身份也不能確認來自/v/——有些懷疑論者認為所謂的黑客攻擊其實是費舍自取的假旗行動用來責怪/v/，由於事件中各種可疑的漏洞。

### 暴力威脅
2006年10月18日，美國國土安全部向国家橄榄球联盟官员警告称恐怖分子可能在体育场使用髒彈。情报源为/b/版上一条威胁信息，该信息称在10月22日（賴買丹月最后一天）一些体育场将遭袭。最后球赛仍未取消，但体育场方面为此仍派遣了大量保安以保证安全。而后在10月20日，一个男子杰克·布拉姆向当局自首，然后由于谎称恐怖袭击的行为而被指控。2008年2月28日，布拉姆在审判中认罪。6月5日，他被判处6个月监禁，6月软禁，并需支付26750美元罚款。
2007年9月11日午夜，一個學生贴出一些照片，其中有他本人扛着（假）炸彈的场景。他在信息裡威脅要炸自己所在的美國德州普弗拉熱維爾中學：
|            | -{Hello, /b/. On September 11, 2007, at 9:11 A.M. Central time, two pipe bombs will be remote-detonated at Pflugerville High School. Promptly after the blast, I, along with two ther[sic] Anonymous, will charge the building, armed with a Bushmaster AR-15, IMI Galil AR, a vintage, government-issue M1 .30 Carbine, and a Benelli M4 semi auto shotgun.}- 你好，/b/。 在美洲中部時間2007年9月11日早上9點11分，兩個炸彈會在普弗拉熱維爾中學被遙控引爆。炸完之後，我和兩位“無名者”會冲进學校，并以一把Bushmaster的AR-15、一把IMI Galil AR、一把旧式军用M1 .30卡賓槍及一把伯奈利M4半自動獵槍作为武装。 |
| ——威脅信息 | |

其他4chan用户在照片裡的exif數據發現這個人的父親的姓名，然後報警，于是在開學前這位學生被警察抓捕，結果发现这一事件是惡作劇，因為這位學生本就沒有武器炸藥，照片裡的所有东西全是玩具。
2007年12月8日，一個來自澳大利亞墨爾本的20歲男子贾里德·威利斯被警方抓获，之前他在4chan上寫「我想開槍打死很多人，一直到我被打死為止」。但這位男子在調查時（判刑之前）就已死亡。
2009年2月4日，在/b/版上有人寫在瑞典埃斯基爾斯蒂納會有校園槍擊案，結果1250學生和50老師被疏散。根據4chan給警察的IP地址調查之後，一位21歲男子被警方抓获。據警方透露，嫌疑人当日所作一切全是玩笑，而警方也沒有發現任何證據能證明威脅是真实的。

### 匿名者

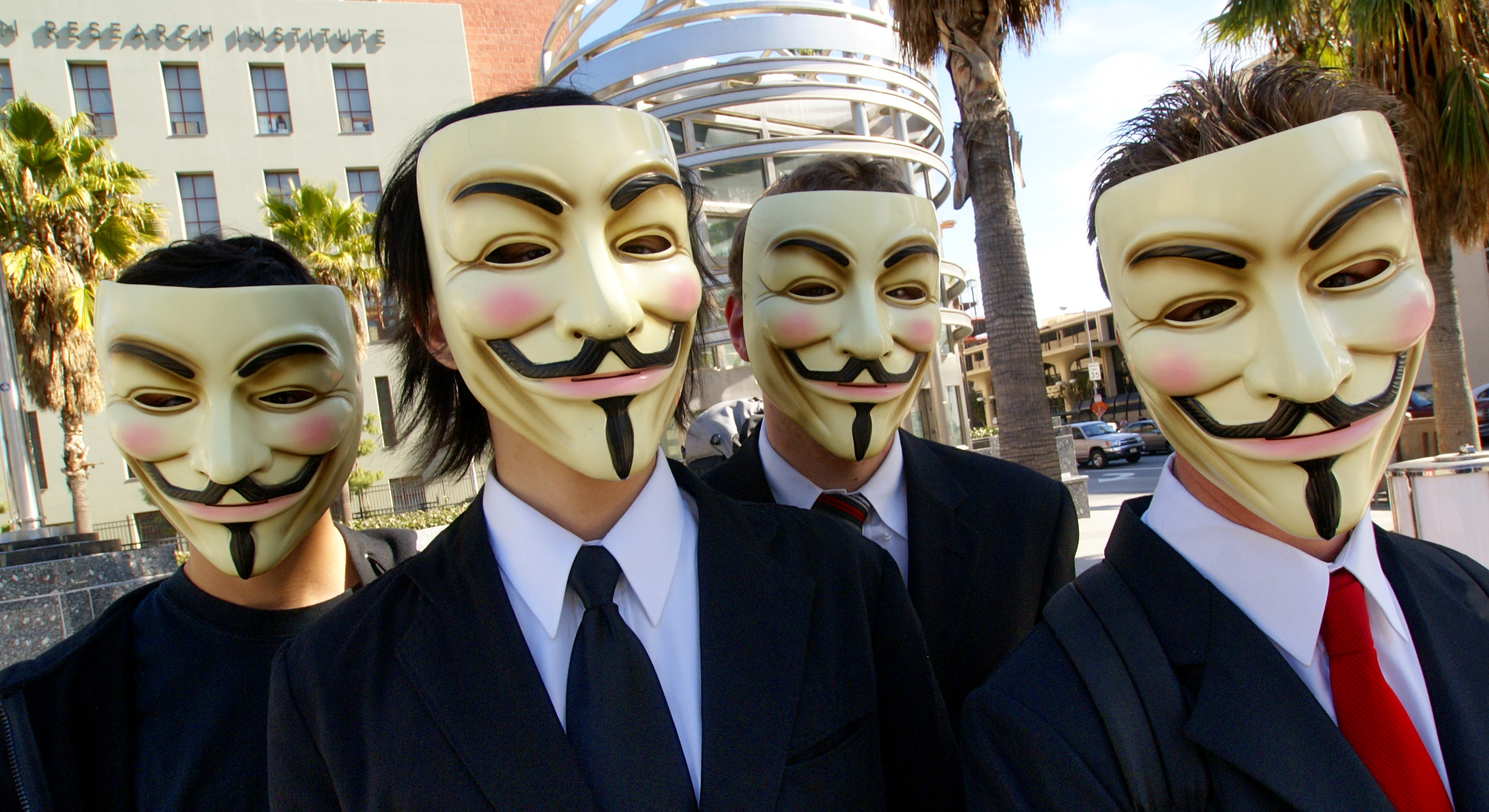
匿名者成員戴著盖伊·福克斯面具

《巴爾的摩市報》指責4chan是匿名者的发源地，美國《全國郵報》也認為匿名者跟4chan和一些IRC頻道有關係。匿名者被廣泛報導跟黑客行動和公眾抗議有關係。根據匿名者的交往，4chan也跟Project Chanology—— 一個全世界反山達基教會（科學教）活动组织——有关联。

### 其他事件
2012年2月17日，FBI以持有兒童色情物品的指控逮捕了绍斯菲尔德的一名男子赛迪斯·麦克迈克尔（Thaddeus McMichael）。根据FBI的刑事指控，其所持有的部分违法兒童色情图片是从/b/版取得的。
2014年8月31日，100名歐美明星裸體照片由於iCloud系統安全受到損害而被洩露，大量照片被上傳在4chan上。
2017年2月，為了諷刺自由主義者，4chan上開始流行傳播「OK手勢代表白人至上主義」的謠言。後來該謠言越傳越大，導致西方大部分民眾都認為「OK手勢代表白人至上主義」是真實的，例如基督城清真寺槍擊案中的兇手在出庭時就做出OK手勢，而暴雪也在2019年4月就禁止OWL的粉絲在直播中做OK手勢。

### ISP封鎖
2009年7月26日，美国AT&T于当日零时把img.4chan.org封鎖，4chan用户当时认为AT&T在进行互聯網審查，表達大量敵意。而在7月27日，AT&T發表聲明表示这件事是一个意外。
2012年9月18日，4chan开始卖年票（4chan Pass），定价为一张20美元。拥有年票的用户发言时不必输入reCAPTCHA验证码，且会被加入ISP禁言豁免名单（意指如该用户使用的ISP在禁言名单内，用户也一样可以发言）。

## 外部連結
- 4chan網站
- catalog.neet.tv (4chan貼圖版目錄)（页面存档备份，存于）
- archive.moe檔案
- 4chan X 用戶腳本（页面存档备份，存于） （支持Google Chrome，Firefox與Opera）
- 其他檔案(Yotsuba archiver):
  - warosu (/cgl/ /ck/ /jp/ /lit/ /q/ /tg/)
  - RBT（页面存档备份，存于） (/cgl/ /g/ /mu/ /soc/ /w/)
  - /e/檔案
  - Love is Over（页面存档备份，存于） (/d/ /h/ /v/)
  - Nyafuu（页面存档备份，存于） (/c/ /w/ /wg/)
  - The Dark Cave (/c/ /int/ /out/ /po/)
  - 4plebs（页面存档备份，存于） (/hr/ /tg/ /tv/ /x/)